# Benito Mussolini
Benito Amilcare Andrea Mussolini(n. 29 iulie 1883, Predappio, Emilia-Romagna, Italia – d. 28 aprilie 1945, Giulino, Tremezzina⁠(d), Lombardia, Regatul Italiei) a fost conducătorul fascist al Italiei între anii 1922 și 1943. Un socialist Italian celebru, membru marcant al Partidului Socialist Italian (Partito Socialista Italiano) a creat un stat fascist utilizând propaganda și teroarea de stat. Folosindu-și carisma, controlul total al mediei și intimidarea rivalilor politici, a ruinat sistemul democratic de guvernare existent. Intrarea sa în cel de-Al Doilea Război Mondial alături de Germania lui Adolf Hitler a făcut din Italia o țintă pentru atacurile Aliaților, ceea ce a dus în final la căderea dictaturii fasciste mussoliniene și moartea lui. În noiembrie 2004 a fost votat al 34-lea mare italian într-un sondaj de opinie TV. 

## Biografie timpurie
Născut la Dovia, în Italia, pe 29 iulie 1883, ca fiu al unei învățătoare de țară, Rosa (născută Maltoni) și al lui Alessandro Mussolini, fierar și hotelier, ce cu greu iși găsea de muncă datorită controverselor provocate și violențelor asupra adversarilor politici, un revoluționar socialist cu simpatii Italiano-naționaliste, spre sfârșitul vieții devine alcoolic. Prenumele Amilcare și Andrea sunt puse de tatăl său în onoarea socialiștilor Italieni Andrea Costa și Amilcare Cipriani. 
Este educat cu idei socialiste, nume precum Karl Marx sunt des evocate de tatăl său.  Școala elementară o face în Dovia. Natura sa rebelă și indisciplina sa "naturală" se văd încă din timpul frecventării școlii secundare, la Predappio, pe care a terminat-o cu greu, la 14 ani, fiind de mai multe ori aproape de exmatriculare. Trimis apoi la Faenza, la un liceu al Călugărilor Silezieni, se revoltă din nou, contra ordinii
și disciplinei impuse, fiind exmatriculat. Trimis în cele din urmă la un liceu
public din Forlí, îl termină cu dificultate datorată, din nou, naturii și comportamentului său anarhic. După terminarea liceului, pentru o
scurtă perioadă de timp, a predat într-o școală elementară.
În 1902, pleacă în Elveția unde trăiește pe apucate, prestând tot felul
de munci necalificate. În timpul șederii sale în Elveția, a intrat deseori în
conflicte cu poliția locală pentru vagabondaj și încăiereri. În 1904 se întoarce în Italia pentru satisfacerea serviciului militar obligatoriu. Predă din nou în școli elementare, între 1907 - 1908. În 1909, se mută în Trent, Austria, astăzi Trento, Italia, unde a lucrat pentru un ziar de orientare socialistă, lucrând, în același timp, la câteva din scrierile sale timpurii. 
Are o relație cu Ida Irene Dalser, aceasta îl finanțează pe Mussolini și are un copil cu el, Benito Albino Mussolini, copil pe care Mussolini nu îl recunoaște,  ajungând dictator îi va interna într-un azil de nebuni, ambii vor fi omorâți aici.
Se căsătorește cu Rachele Guidi, fiică vitregă a tatălui său datorită concubinajului lui Alesandro Mussolini cu Anna Guidi, cu care va avea 3 băieți și 2 fete. Din nou, intră în conflict cu autoritățile locale, de data asta cu cele din Austria, pentru poziția sa public revanșardă față de pretențile teritoriale ale Italiei la regiunea din jurul orașului Trent. Ca urmare, este expulzat din Austria. 
După reîntoarcerea în Italia editează un ziar socialist în Forlí, ulterior, devine editor la un alt ziar socialist, "Avanti!",cu un tiraj de 100.000 exemplare pe zi acesta (Avanti) fiind cel mai important ziar socialist din Italia.

## Scurtă trecere în revistă a dictaturii lui Benito Mussolini
Ca prim-ministru al Italiei pentru o perioadă de aproape 21 de ani, și mai apoi președinte al Republicii Sociale de la Salo (Repubblica Sociale di Salò), Benito Mussolini ar fi vrut să redea Italiei gloria Romei Antice și strălucirea Renașterii Italiene.
Există mitul că a reușit să reducă șomajul, îmbunătățit serviciile prestate de Căile Ferate Italiene sau că a distrus mafia, în realitate, propaganda de stat a inventat fraza că „Mussolini a făcut sa circule trenurile la timp, fără întârzieri”, după 1929 procesele împotriva mafiei au încetat iar presa controlată de stat nu a mai mediatizat acest subiect,  între 1926-1935 100.000 de afaceri au falimentat, de 4 ori mai mult ca în decada precedentă, existau 1 milion foști muncitori ce acum erau șomeri.
Economia de piață este înlocuită cu una central planificată, de tip socialist, cu subvenții acordate de stat prin redirecționarea resurselor dela cei ce le produceau către ramurile preferate de partid (din 1926 devine partid unic), protecționism prin taxe mari la importuri, deficite datorate cheltuielilor bugetare mari, naționalizari în masă, corupție cauzată de importanța Partidul Național Fascist ce o avea in redistribuția resurselor, birocrație, inflație prin mărirea masei monetare de banca centrală în scopul finanțarii proiectelor guvernului, industrii și bănci falimentare scoase din faliment prin banii alocați de stat, datorii publice enorme.
Se ajunge ca 75% din economia națională sa fie controlată direct de stat, cealaltă parte fiind puternic reglementată de aparatul birocratic, în fapt (de facto) tot statul controla și restul activităților economice, numai Uniunea Sovietica se mai compara cu Italia Fascistă la acest capitol.
Mussolinii devine un susținător al lui John Maynard Keynes, un socialist ale căror idei sunt aplicate de susținătorii rolului statului în economie, acesta (Mussolini) afirmând: „Fascismul este pe deplin de acord cu domnul Maynard Keynes, [...] cartea excelentă Sfârșitul Laissez-Faire(1926), ar putea [...]  să servească drept o introducere utilă în economia fascistă. Nu există aproape nimic de obiectat dar sunt multe de aplaudat”. Încă odată se văd originile socialiste ale fascismului, anume ura socialiștilor față de capitalism, piața liberă, economia de tip laissez-faire.
Prețul acestor aparente realizări economice deosebite a fost denigrarea practic totală a poporului italian și a primului său ministru în afara teritoriului țării, în special la Liga Națiunilor Unite.
A invadat Etiopia în 1935 și a participat la Războiul civil din Spania (1936 - 1939) de partea generalului Francisco Franco, fiind în același timp criticat de Marea Britanie și Franța, ambele puteri coloniale.
Benito Mussolini nu a fost nici religios și nici moral. Deși, la începutul anilor 1920 a interzis organizațiile catolice ale tineretului italian, mai târziu, în 1929, a îmbunătățit - într-un fel - relațiile cu Biserica Romano-Catolică prin semnarea Concordatului cu Papa Pius al XI-lea, la 11 februarie 1929.  Conform documentului, papei este recunoscută suveranitatea Papalității asupra Vaticanului, iar catolicismul devine religie de stat în Italia. În schimb, Papalitatea recunoștea statul italian.  Astfel se încheia o dispută veche din 1871.
Va avea nenumărate amante de-a lungul vieții sale, atât înainte cât și după casătorie.

## Conflicte cu Mișcarea Socialistă Italiană și anii primului Război Mondial
La declanșarea Primului Război Mondial, Benito Mussolini intră în conflict deschis cu conducătorii Partidului Socialist Italian pentru poziția sa deschis și vehement exprimată de intrare a Italiei în război împotriva Germaniei.
Ca rezultat direct al "nesupunerii" sale față de politica partidului, la 25 noiembrie 1914, Mussolini este expulzat din Partidul Socialist Italian.
Imediat, Mussolini înființează propriul său ziar, Il Popolo d'Italia (Poporul Italiei), în care scrie editoriale virulente prin care încerca să determine schimbarea opiniei publice în sensul dorit de el cu scopul de face ca Italia să intre în război.
Când Italia a intrat în război, Benito Mussolini s-a înscris ca voluntar în armată, devenind caporal, precum un alt caporal celebru, Adolf Hitler.
În război, a servit efectiv pe câmpul de luptă, din septembrie 1915 până în februarie 1917 când a fost rănit și apoi demobilizat.

## Dictatorul fascist Mussolini, "Il Duce"
În martie 1919, mai exact la 23 martie, Mussolini fondează la Milano primul grup politic de orientare fascistă (vedeți Fascismul italian), Fasci Italiani di Combattimento.
Inițial programul grupului său politic avea o orientare strict naționalistă, căutând să atragă categoria largă a veteranilor Primului Război Mondial.  Ca un laitmotiv, Mussolini insista pe refacerea gloriei Romei antice.
Mai târziu, realizând că grupul său țintă de veterani de război nu este suficient pentru realizarea țelurilor sale politice, Mussolini adaugă o altă componentă programului său fascist, care se adresa specific italienilor bogați, proprietari de companii și terenuri.
În octombrie 1922, Mussolini organizează Marșul asupra Romei (Marcia su Roma). La ordinul său, mii de fasciști se îndreaptă spre Roma pentru a prelua puterea. Intimidat și temându-se de un război civil, regele Victor Emanuel al III-lea îl desemnează pe Mussolini drept prim-ministru. În anii următori, Mussolini preia treptat întreaga putere, luându-și titlul de "Il Duce" și impunând în Italia cultul propriei personalități.

## Intervențiile armate în Etiopia, Spania
În 1935 și 1936, având ca bază de operații militare Somalia, care era deja o colonie italiană la acea vreme. Benito Mussolini a târât Italia într-o serie de războaie inutile, forțele militare italiene invadează (la 3 octombrie 1935) și cuceresc cu ușurință Etiopia, țară pașnică, practic lipsită de forțe armate. Arhivat în 12 aprilie 2019, la Wayback Machine.
Absolut fără nici o glorie, folosind armament dintre cel mai modern pentru acea vreme (tancuri, tunuri, mitraliere, mortiere, puști, pistoale, gaze de lupta, etc.), armata italiană măcelărește, în maniera clară a unui genocid atât populația pașnică cât și pe acei care s-au încumetat cu vitejie să opună rezistență agresorilor doar cu arcuri cu săgeți și sulițe.
Cu aceeași ocazie, armata italiană cucerește cu ușurință și restul rămas necucerit al Somaliei, cât și teritoriile pe care se găsește astăzi Eritreea.
În 1936, când Războiul Civil din Spania a izbucnit cu furie, divizând națiunea spaniolă în două, atât Adolf Hitler cât și Benito Mussolini hotărăsc, de comun acord, să sprijine prin toate modurile posibile liderul rebel spaniol, generalul Francisco Franco.  Printre alte ajutoare militare, așa cum ar fi armament, muniție și bani, Mussolini trimite trupe italiene (circa 70.000 soldați, între 1936-1938), care participă în lupte, în mod deschis, de partea naționaliștilor generalului Francisco Franco.

## Al Doilea Război Mondial
După ce germanii invadaseră și ocupaseră aproape total Franța, trupele fasciste italiene intră în sudul Franței.  Câteva zile mai târziu, Franța capitulează.
Cu excepția acestei „victorii de paie”, trupele italiene au avut parte doar de dezastre oriunde s-au aflat: în Africa de Nord, în Grecia și, la sfârșitul războiului, chiar în Italia.  De fapt, pentru o bună bucată de vreme, trupele germane au susținut puternic trupele italiene chiar pe teritoriul italian salvându-le de la un dezastru mai timpuriu.  Dezastrul, soldat cu colapsul total al funcționalității armatei italiene, s-a produs odată cu deschiderea celui de-al doilea front de luptă în Italia în 1943 și înaintarea inexorabilă a aliaților de la sud spre nord.
Marele Consiliu Fascist s-a întors împotriva lui Mussolini în iulie 1943 acuzându-l de toate dezastrele militare italiene și retrăgându-i toate prerogativele de conducător. Mussolini a fost apoi arestat din ordinul regelui Victor Emanuel al III-lea, care l-a desemnat ca prim-ministru pe mareșalul Pietro Badoglio. Noul guvern a trecut de partea Aliaților.
Mussolini e eliberat de un comando german condus de Otto Skorzeny și instalat în fruntea unui stat-marionetă, în nordul Italiei, așa-numita Republică de la Salo. 

## Moartea lui Benito Mussolini
În primăvara lui 1945, când era clar că Axa pierduse războiul, după înfrângerea totală a Wehrmacht-ului, din nordul Italiei, Benito Mussolini, împreună cu amanta sa, Clara Petacci, încearcă să fugă spre Elveția. 

Partizanii italieni comuniști îi capturează la Dongo, localitate pe malul lacului Como, și, fără judecată, „pentru crime împotriva poporului italian,” îi execută prin împușcare ignorȃnd cerința Aliaților de a fi arestat, judecat și condamnat. Cadavrele lor sunt duse la Milano și atârnate cu capul în jos, agățate de călcâie de o bară de acoperiș, împreună cu cadavrele altor câtorva demnitari fasciști, în fața unei benzinării mari a companiei Esso din Piazzale Loreto. La spectacol au asistat mii de italieni și numeroși militari ai armatei americane. Înainte de a fi atârnate, cadavrele au fost lăsate o vreme pe jos, în piațeta Loreto, înconjurate de mulțime. Unii loveau cadavrele cu picioarele, iar craniul lui Mussolini a fost strivit .

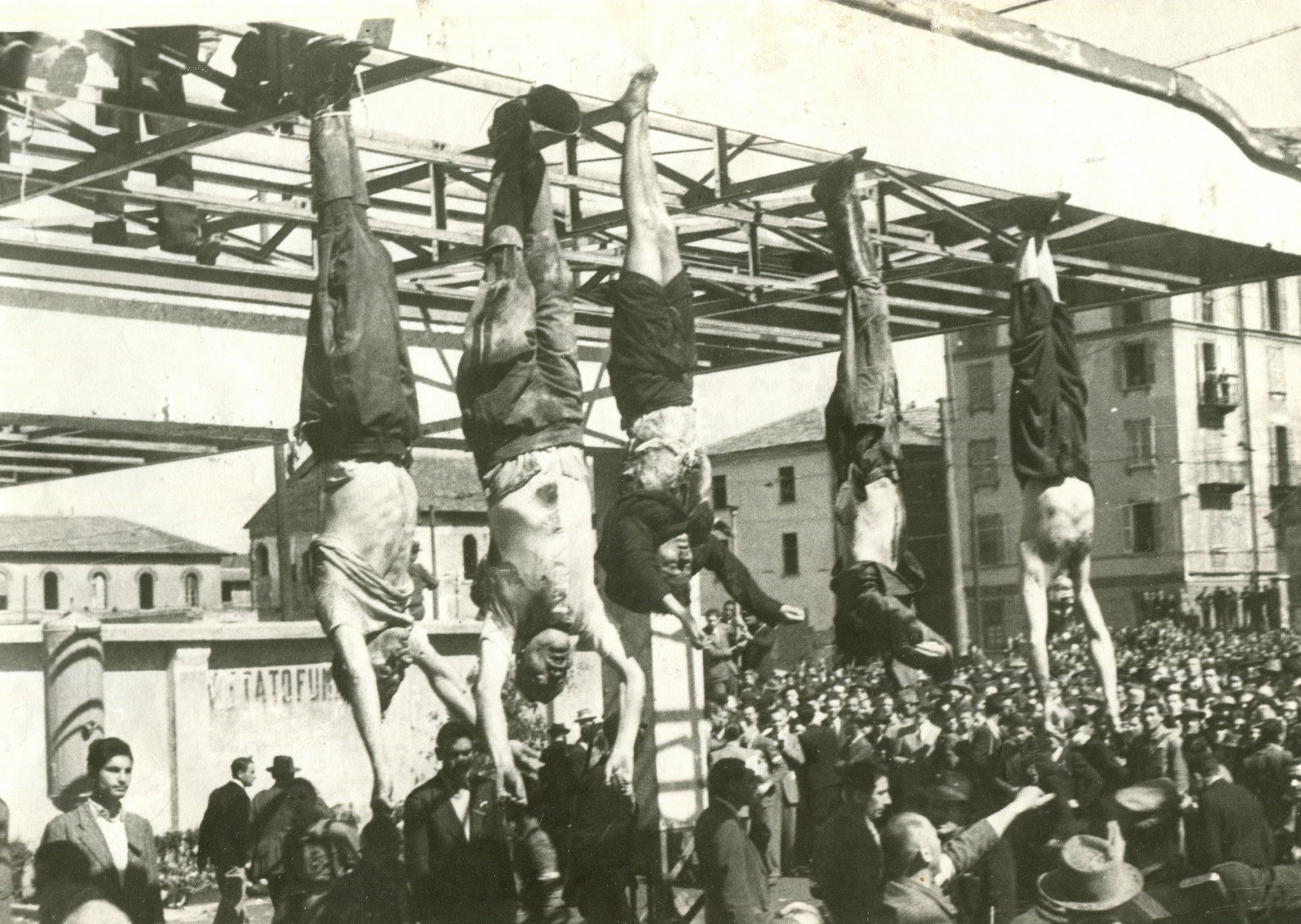
De la stânga la dreapta, se pot vedea trupurile neînsuflețite ale fostului politician comunist Nicola Bombacci, ale ducelui Benito Mussolini, iubitei sale fidele, Clara Petacci, a ministrului Alessandro Pavolini și a renumitului politician fascist Achille Starace, toate cinci fiind expuse în Plaza Loreto. din orașul Milano, în 1945.

Mai târziu, rămășițele pământești ale „Ducelui” au fost înmormântate în secret, de teama unor demonstrații ale credincioșilor săi suporteri și/sau epigoni. În 1957-1958, la cererea văduvei sale Rachele Mussolini (1890-1979), Benito Mussolini a fost deshumat și înmormântat în cripta familiei din Predappio.